# Giovanni Battista Manna
Giovanni Battista Manna (Catania, 1570 circa – Roma, 1640) è stato un pittore e poeta italiano.

## Biografia
Giovanni Battista Manna nacque a Catania intorno al 1570. Compiuti i primi studi in patria, si stabilì a Roma, dove divenne insegnante di disegno. Dotato di notevole talento letterario, fu ascritto all'Accademia degli Umoristi di Roma, a quella degli Oziosi di Napoli e a quella dei Riaccesi di Palermo. Diede alle stampe varie opere di gusto barocco, tra le quali la tragicommedia pastorale Il Licandro ed alcuni idilli. Morì a Roma nel 1640.